# 全日本大学グレコローマンスタイル選手権大会
文部科学大臣杯全日本大学グレコローマンスタイル選手権大会（ぜんにほんだいがく―せんしゅけんたいかい）は、毎年10月（日程の都合上12月開催となる場合もある）に駒沢オリンピック公園総合運動場体育館で開催される大学レスリングの全国大会である。

## 概要
全日本大学選手権（フリースタイル）とは別大会として行われる。全日本学生選手権との違いは、大学対抗を兼ねており、出場枠が1大学1階級1人までとなっている。
世界レスリング連合（UWW）ルールに則る。各階級のトーナメントで8位以内に入れば大学対抗ポイントが加算され、ポイントが最も多い大学が大学対抗優勝となる。

## 開催記録
| 年度 | 大学対抗優勝 | 最優秀選手 |
| ---- | ------------ | ---------- |
| 2001 | 拓殖大学     |            |
| 2002 | 拓殖大学     | 臼田育男   |
| 2003 | 日本体育大学 | 天谷政幸   |
| 2004 | 日本体育大学 | 福間道元   |
| 2005 | 拓殖大学     | 山口竜志   |
| 2006 | 拓殖大学     | 桜井浩二   |
| 2007 | 日本体育大学 | 斎川哲克   |
| 2008 | 山梨学院大学 | 倉本一真   |
| 2009 | 拓殖大学     | 佐々木遼   |
| 2010 |              |            |
| 2011 |              |            |
| 2012 |              |            |
| 2013 |              |            |
| 2014 |              |            |
| 2015 |              |            |
| 2016 |              |            |
| 2017 |              |            |
| 2018 |              |            |
| 2019 |              |            |
| 2020 |              |            |